# قره‌قویونلو (آق‌سو)
قره‌قویونلو (به لاتین: Qaraqoyunlu) یک منطقه مسکونی در جمهوری آذربایجان است که در شهرستان آق‌سو واقع شده است. قره‌قویونلو ۱۳۷۳ نفر جمعیت دارد.